# Рязанов, Давид Борисович
Давид Борисович Рязанов (при рождении — Давид-Симха Зельман-Берович Гольдендах; 26 февраля [10 марта] 1870 года, Одесса — 21 января 1938 года, Саратов, расстрелян) — деятель российского революционного (социал-демократ) и профсоюзного движения, историк, библиограф, архивист, марксовед. Основатель и первый руководитель Института Маркса и Энгельса (ИМЭ), директором которого был более десяти лет (1921—1931). 21 января 1938 года расстрелян в Саратове (см. ниже ).
Академик Академии наук СССР (12.01.1929, исключён 03.03.1931, восстановлен 22.03.1990).

## Биография
Родился в многодетной еврейской семье. Позднее указывал о себе в анкетах «еврей по происхождению, и русский по национальности». Отец — мелкий торговец Залман-Бер Аронович Гольдендах, мать — Ента (Анна); в семье было 13 детей, среди которых сёстры Фаня (1882), Вера (1885), Софья, Любовь, Тамара, Бейла-Сура (Берта), брат Александр. Учился в Одесской гимназии, из пятого класса которой в 1886 году был исключён «за неспособность» в греческом языке В то же время он хорошо владел несколькими европейскими языками, в круге его чтения, по материалам тюремного дела, находилось Евангелие на польском языке, Данте — на итальянском, книги Маркса — на немецком.
В революционном движении участвовал с 17-ти лет: в 1887 года примкнул к народникам, вёл активную работу в рабочих кружках Одессы, стал одним из первых одесских марксистов.
В 1889 году, во время своей первой поездки в Париж, посещал лекции в Сорбонне и Коллеж де Франс, работал в Национальной библиотеке, тогда же познакомился с Г. В. Плехановым и П. Л. Лавровым.
По возвращении в Россию был арестован на границе и после предварительного 18-месячного заключения без суда, административным порядком, был приговорён к четырёхлетнему тюремному заключению с принудительными работами.
В 1887, 1891—1896, 1907 годах — в тюрьмах Одессы, Петербурга и Москвы, в частности, 5 лет провёл в «Крестах». В 1896—1899 годах находился в ссылке в Кишинёве под гласным надзором полиции; здесь в 1899 году познакомился со своей женой Анной Львовной Брановер (1878—1968). В январе 1900 года выехал с женой за границу.
В 1901 году участвовал в конференции в Женеве, а затем на частичном съезде в Цюрихе.
Уже с осени 1901 года противодействовал В. И. Ленину.

 Рязанов ничего не выясняет и очень много запутывает. Его критика бесплодна, как девственница, посвятившая себя богу… Рязанов выдаёт себя за ортодокса, но занимается он просто-напросто буквоедством, причём, как мы видели, по временам очень сильно удаляется от ортодоксальной точки зрения. Оно и понятно: чтобы стать «ортодоксом», одной памяти на слова и выражения недостаточно: нужна способность к диалектическому мышлению, которой у Рязанова нет и следа. — Плеханов
С 1901 года возглавлял социал-демократическую группу «Борьба» (отложившуюся от «Лиги русских с.-д.» и пропагандировавшую идею объединения всех с.-д.), которую представлял на II съезде РСДРП. Как отмечает его биограф Я. Рокитянский, в 1903 году он активно участвовал в дискуссии по программному вопросу и резко критиковал Ленина за сектантство, нетерпимость к инакомыслию, склонность к централизации партии, игнорированию опыта западноевропейской социал-демократии. После раскола партии занимал внефракционную позицию.
В революционном 1905 году вернулся в Россию, первое время работал в Одессе, затем, после «Манифеста 17 октября», даровавшего гражданам политические свободы, стал одним из организаторов первых профсоюзов в Петербурге. Вёл работу в социал-демократической фракции 2-й Государственной думы.
В конце 1907 года был выслан за границу, работал в архивах германской социал-демократии, некоторое время был учёным секретарём Карла Каутского, опубликовал ряд работ К. Маркса и Ф. Энгельса, другие исторические документы. Занимался исследованиями по истории общественной мысли и рабочего движения.
В 1909 году читал лекции в пропагандистской школе группы «Вперёд» на Капри, а в 1911 году — цикл лекций о профсоюзном движении в России и на Западе в школе Лонжюмо.
Участвовал в Циммервальдской конференции как представитель ЦК партии.
Перед войной жил в Вене, сотрудничал в «Правде» Л. Д. Троцкого, с которым с тех пор был связан и личной дружбой[уточнить].
С самого начала Первой мировой войны занял интернационалистскую позицию; сотрудничал в парижской газете Ю. О. Мартова и Л. Д. Троцкого «Наше слово».
В апреле 1917 года, после Февральской революции, вернулся в Россию и вошёл в организацию «межрайонцев», которая в августе, на VI съезде РСДРП(б), объединилась с большевиками. Присоединение Рязанова к большевикам, как отмечает его биограф Рокитянский, никак не сказалось на его политических взглядах: он продолжал публично выступать против использования насилия в политических целях, против подавления инакомыслия, вмешательства партии в дела профсоюзов, в решение административных проблем, роспуска Учредительного собрания, запрета оппозиционных газет, репрессий к политическим оппонентам.
Был членом ВЦСПС; осенью 1917 года был избран депутатом Учредительного собрания от Румынского фронта.
Был в числе тех, кто возражал против ленинского плана вооружённого восстания, а после прихода большевиков к власти выступал за создание многопартийного правительства, против роспуска Учредительного собрания, подавления независимой прессы. Независимый в свои суждениях, отстаивал право на инакомыслие внутри партии. В 1918 году вышел из РСДРП(б) в знак протеста против подписания Брестского мирного договора; в том же году был восстановлен в РКП(б).
В 1918—1930 годах неоднократно выступал против политических преследований, требовал отмены смертной казни, использовал своё влияние (он был членом ВЦИК и ЦИК СССР) для помощи репрессированным, освобождения из тюрем, концлагерей и ссылок меньшевиков, эсеров, священнослужителей и т. д.
С июня 1918 по декабрь 1920 года возглавлял Главное управление архивным делом (Главархив) при Наркомпросе и с 1918 по 1920 годы возглавлял Главное управление по делам науки, был членом коллегии этого наркомата. Входил в состав Государственного учёного совета и президиума Социалистической академии, в создании которой участвовал. В 1921 году разошёлся с большинством ЦК по вопросу о роли партии в профсоюзном движении, был отстранён от работы в ВЦСПС и с тех пор занимался исключительно научной деятельностью.

### Во главе Института Маркса и Энгельса
В 1921 году основал и возглавил Институт К. Маркса и Ф. Энгельса (и ЦСПИ), которыми руководил до середины февраля 1931 года.
Уже в 1921 году Рязанов договорился о покупке трёх лучших частных библиотек по истории социализма («Если мы купим эти библиотеки, то мы будем иметь в Москве лучшую в мире библиотеку по социализму», — писал он): библиотеки венских адвокатов Теодора Маутнера и его друга Вильгельма Паппенгейма (свыше 20 000 томов, собирались ими в 1876—1914 гг. и представляли собой богатейшую коллекцию литературы по социализму и анархизму) и библиотека Карла Грюнберга (собиралась им в 1886—1918 гг. и составила более 10 000 томов по политической истории, рабочему движению, политэкономии) — эти коллекции стали основным ядром книжного собрания Института.

Мы ещё не купили ни одной машины, а уже ряд ценнейших рукописей и редчайших изданий плыл к нам на английском миноносце. Точно ли существовал этот миноносец, или это был лишь героический образ, созданный легендой, похожей на ту, которая окружала первые плавания эпохи великих открытий, я не знаю. Говорили о миноносце очень упорно.— Вспоминал академик М. Н. Покровский в 1930-м году о книжных приобретениях Рязанова

«Уже в первой половине 20-х годов после одной из дискуссий Рязанов простодушно сказал генсеку: „Брось, Коба, не ставь себя в глупое положение. Все прекрасно знают, что теория не твоя сильная сторона“. От этого мнения академик не отказался и в 30-х годах, утверждая, что ставить Сталина на одну доску с Марксом или даже с Лениным „просто смешно“».— Я. Г. Рокитянский
В 1927 году оказался первым лауреатом в области общественных наук за «имеющие наибольшее практическое значение научные труды». В том же году выдвинул идею построить в Москве планетарий. Был поддержан президиумом Моссовета, в том же году постановившим создать в Москве научно-просветительное учреждение нового типа — «Планетарий». Для этого Рязанов выехал в Германию и провёл успешные переговоры с известной оптической компанией
Carl Zeiss Jena об изготовлении оборудования для планетария; в 1929 году Московский планетарий был открыт.
Был в числе первых коммунистов, выдвинутых в 1928 году кандидатами в действительные члены Академии наук СССР. Вместе с М. Н. Покровским в марте 1928 года обратился к руководству ВКП(б) с просьбой не включать его в список претендентов, однако комиссия Политбюро их просьбу отклонила. «Кандидатура т. Рязанова никаких возражений со стороны академиков не вызывает, и её проведение обеспечено» — докладывала в Политбюро в октябре 1928 года комиссия по наблюдению за выборами в Академию наук М. Н. Покровский заявлял что Д. Б. Рязанов был единственным нашим ученым, которого старая Ленинградская Академия наук соглашалась принять в свою среду раньше всяких наших общественных кампаний. Во время предварительных выборов 7 марта 1929 был выдвинут в вице-президенты Академии наук, но снял свою кандидатуру под предлогом болезни, предполагается, что не без вмешательства Политбюро.
В марте 1930 года было торжественно отмечено его шестидесятилетие, к которому издали специальный сборник «На боевом посту. Сборник к 60-летию Д. Б. Рязанова», а сам он был награждён орденом Трудового Красного Знамени. Была учреждена премия имени Рязанова за лучшую марксоведческую работу, которая должна была вручаться со следующего года.
Одна из комиссий, проверявших работу ИМЭЛ, в 1931 году отмечала, что «в кабинетах не велась исследовательская работа, „не говоря уже об изучении ленинизма“. В кабинетах не было ни одной книжки Ленина. В кабинете философии „собраны все идеалисты-мракобесы (Шопенгауэр, Гуссерль, Шпет и т. д.), Ленина же к числу современных философов руководство кабинетов не причислило“». (С другой стороны, независимо от Института Маркса и Энгельса, с 1923 года существовал Институт Ленина.)
Помогал жертвам политических репрессий. Не принадлежа к оппозиции, Рязанов оказывал материальную помощь ссыльным оппозиционерам, в том числе Троцкому, заказывая, в частности, переводы классиков европейской социалистической мысли для своего института. «Так как Д. Б. Рязанов не участвовал в оппозиции, архивы всех крупных деятелей оппозиции, кроме архива Л. Д. Троцкого, были спрятаны в его институте», — свидетельствовал в своих воспоминаниях Исай Львович Абрамович.

### Опала и гибель
В 1931 году был обвинён в связях с меньшевиками. Статья с обвинениями Рязанова и других видных сотрудников ИМЭ в меньшевизме и недооценке вклада В. И. Ленина в развитие марксизма появилась в «Правде» 15 января 1931 года. В ночь с 15 на 16 февраля 1931 года был арестован, исключён из партии, снят со всех постов, 3 марта постановлением Общего собрания членов Академии был исключён из Академии наук СССР. 16 апреля 1931 года Особое совещание по статье 58-4 УК РСФСР постановило выслать его в Саратов. По мнению С. О. Шмита, это был первый опыт скорого опровержения публичных похвал и официального признания заслуг человека, раньше на такое скорое публичное изменение своих же оценок на 180° ещё не решались.
В 1934 году, при содействии С. М. Кирова, перебрался в Ленинград для занятий научной работой, но после смерти Кирова вновь отправлен в Саратов. Работал на историческом факультете Саратовского государственного университета и консультантом библиотеки университета, участвовал в организации библиотеки вновь созданного факультета.
23 июля 1937 года вновь арестован и 21 января 1938 года Выездной сессией Военной коллегии Верховного Суда СССР на закрытом заседании приговорён по п. 8, 11 ст. 58 УК РСФСР к расстрелу. В тот же день расстрелян в Саратове. Ни в 1931 году, ни на предварительном следствии, ни на суде в 1938 года виновным себя не признал. Реабилитирован 22 марта 1958 года Военной Коллегией Верховного Суда СССР. Однако вплоть до 1980-х в советской историографии явно преобладали критические оценки, акцентировалось внимание на противостоянии с В. И. Лениным, о положительных заслугах Рязанова начали писать лишь к началу 1970-х, например, в книгах И. А. Аграновского «Прочитаны впервые» и в монографии «Литературное наследство К. Маркса и Ф. Энгельса». В сентябре 1989 года реабилитирован по партийной линии.
Его жена Анна Львовна переехала с ним в Саратов, а позднее, как член семьи изменника Родины находилась в заключении с 1938 по 1943 год, при этом она отказалась отречься от мужа. Реабилитирована в 1958 году. В 1961 году отказалась войти в президиум XXII съезда КПСС, поскольку в нём были виновники репрессий.

## Цитаты
- «Наше ЦК совершенно особое учреждение. Говорят, что английский парламент всё может; он не может только превратить мужчину в женщину. Наш ЦК куда сильнее: он уже не одного очень революционного мужчину превратил в бабу, и число таких баб невероятно размножается»[9].
- Выступая на X съезде РКП(б), назвал переход от продразвёрстки к продналогу и легализацию торговли зерном «крестьянским Брест-Литовском»[26].
- На XIII партконференции: «Как друзья вы не садитесь, все же в Ленины не годитесь»[27]

## Труды
Известная на данный момент библиография оригинальных работ Д. Б. Рязанова насчитывает более полутысячи публикаций и занимает несколько печатных листов, при этом не выявленными остаются многие его зарубежные дореволюционные и послереволюционные публикации, также следует иметь в виду, что, кроме журнальной публикации последних писем и записок Рязанова в середине 1990-х годов, ни одна из его работ не издавалась и не переиздавалась в нашей стране после 1931 года.
Рязанов лично перевёл, подготовил к печати и впервые опубликовал множество работ Маркса и Энгельса, к примеру, первую главу «Немецкой идеологии» Маркса и Энгельса, «Диалектику природы» Энгельса, «Конспект книги Бакунина „Государственность и анархия“» Маркса, десятки статей и писем Маркса и Энгельса.
- К критике программы российской социал-демократии. — 2-е изд. — Санкт-Петербург : Мысль, 1906. — VIII, 313, [3] с.
- Новая программа «Рабочего дела». — Женева: Группа «Борьба», 1902. — 54 с. — (РСДРП. Материалы для выработки партийной программы; Вып. 1).
- Разбитые иллюзии: к вопросу о причинах кризиса в нашей партии. — РСДРП. — Женева: Издание автора, 1904. — 116, [1] с.
- Две правды. Народничество и марксизм : очерк из истории русской интеллигенции. — Санкт-Петербург: Книгоиздательство «Библиотека марксизма», 1906. — 67 с.
- Англо-русские отношения в оценке К. Маркса (ист.-крит. этюд). — [Пг.] : Изд. Петрогр. Совета Рабочих и Красноарм. Депутатов, 1918. — 127 с.
- Карл Маркс и русские люди сороковых годов. — 2-е изд., доп. — М., 1919. — 91 с.
- Очерки по истории марксизма : в 2-х томах. — 2-е изд. — Москва ; Ленинград : Гос. изд-во, 1928.
- Маркс и Энгельс. — Изд. 3-е. — Москва ; Ленинград : Гос. изд-во, 1931. — 222, [2] с.

## Отзывы
- А. В. Луначарский называл его «эрудитом и, бесспорно, учёнейшим человеком нашей партии», «одной из самых культурных личностей, каких я встречал на своем уже не коротком веку», «туземцем высокой культуры»[9][28].
- До революции 1917 года Рязанов, по определению Ленина, был нефракционным литератором, социал-демократом, также, по свидетельству Троцкого, Ленин высоко ценил у Рязанова «его глубокую преданность марксистской доктрине, его исключительную эрудицию, его принципиальную честность, непримиримость в деле защиты наследства Маркса и Энгельса»[7].
- В своих воспоминаниях В. М. Молотов со ссылкой на Ленина называл Рязанова «опрокинутая библиотека»[29]

## Киновоплощение
- 1967 — «Штрихи к портрету В. И. Ленина», фильм № 1 «Поимённое голосование». В роли Давида Рязанова Анатолий Папанов

## Комментарии
1. ↑  Псевдоним Рязанова был взят им по фамилии главного героя повести писателя-народника 1860-х годов В. А. Слепцова «Трудное время». До 1917 г. он подписывал свои работы — Николай Рязанов. Имя Николай, по-видимому, перешло от прежнего конспиративного прозвища — Николай Парижский или просто Николай. (См.: В. А. Смирнова. Д. Б. Рязанов.)
2. ↑  Отделение гуманитарных наук (история); был избран абсолютным большинством голосов (27 из 30) (см.: В. А. Смирнова. Д. Б. Рязанов).
3. 1 2  По предложению коммунистической фракции АН СССР 3 марта 1931 г. постановлением Общего собрания Д. Б. Рязанов был исключён из числа действительных членов академии ввиду установления факта «его содействия… меньшевикам-интервенционистам»  Архивная копия от 22 июня 2013 на Wayback Machine.
4. ↑  «Общее собрание Академии наук постановляет… Восстановить (посмертно)… В составе действительных членов АН СССР (академиков)… Рязанова Давида Борисовича, отменив постановление Общего собрания АН СССР от 3 марта 1931 г. № 35»  Архивная копия от 22 июня 2013 на Wayback Machine.
5. ↑  Освобождён от должности по решению Пленума ЦК РКП(б) от 8 декабря 1920 г. для возглавления новосозданного музея по марксизму, на базе которого в январе след. года по его предложению будет создан Института К. Маркса и Ф. Энгельса.